# 七つ滝 (青森県)
七つ滝は、青森県北津軽郡中泊町にある高さ約21mの滝。7段の段差があることからこの名がある。
薩摩藩都城出身の荒川秀山が選んだ小泊十二景（七ツ石・権現崎・経島・羅漢石・姥石・辨天崎・稲荷堂・青巖・七瀧・傾石・竜飛崎）の1つである。
七つ滝がある七つ滝沢は滝の下流60mほどで日本海にそそぎ、国道339号（竜泊ライン）から滝が見える。